# Gordon Goodwin
Gordon Reginald Goodwin (Lambeth, 17 de diciembre de 1895 - † Leigh, febrero de 1984) fue un atleta británico especializado en marcha atlética.
Ganó la medalla de plata en la especialidad de 10 kilómetros marcha en los Juegos Olímpicos de París de 1924.